# New River (Arizona)
Pour les articles homonymes, voir New River.
New River est une ville dans le comté de Maricopa, en Arizona, aux États-Unis.

## Démographie
En 2000, sa population était de 10 740 habitants pour une densité de 59 hab/km2.
| 2000   | 2010   | - | - | - | - |
| ------ | ------ | - | - | - | - |
| 10 740 | 14 952 | - | - | - | - |